# Pseudione indica
Pseudione indica är en kräftdjursart som beskrevs av Goverdhan Lal Chopra 1930. Pseudione indica ingår i släktet Pseudione och familjen Bopyridae.
Artens utbredningsområde är Makassarsundet. Inga underarter finns listade i Catalogue of Life.